# Radersburg
Radersburg és una concentració de població designada pel cens dels Estats Units a l'estat de Montana. Segons el cens del 2000 tenia 70 habitants.

## Demografia
Segons el cens del 2000, Radersburg tenia 70 habitants, 39 habitatges i 20 famílies. La densitat de població era de 42,2 habitants per km².
Dels 39 habitatges, en un 12,8% hi vivien nens de menys de 18 anys, en un 41% hi vivien parelles casades, en un 7,7% dones solteres, i en un 46,2% no eren unitats familiars. En el 46,2% dels habitatges hi vivien persones soles, el 12,8% de les quals corresponia a persones de 65 anys o més. El nombre mitjà de persones vivint en cada habitatge era d'1,79 i el nombre mitjà de persones que vivien en cada família era de 2,33.
Per edats, la població es repartia de la següent manera: un 11,4% tenia menys de 18 anys, un 4,3% entre 18 i 24, un 31,4% entre 25 i 44, un 35,7% de 45 a 60, i un 17,1% 65 anys o més.
L'edat mediana era de 48 anys. Per cada 100 dones de 18 o més anys hi havia 113,8 homes.
La renda mediana per habitatge era de 26.786 $ i la renda mediana per família de 33.036 $. Els homes tenien una renda mediana de 23.036 $ mentre que les dones 11.875 $. La renda per capita de la població era de 14.733 $. Cap de les famílies i el 15,7% de la població estaven per sota del llindar de pobresa.

## Poblacions més properes
El següent diagrama mostra les poblacions més properes.